# ミヤマホオジロ
ミヤマホオジロ（深山頬白、Emberiza elegans）は、スズメ目ホオジロ科ホオジロ属に分類される鳥類の一種。

## 分布
ユーラシア大陸東部の大韓民国、中華人民共和国、朝鮮民主主義人民共和国、日本、ロシア南東部に分布する。
夏季に中華人民共和国や朝鮮半島、ウスリーなどで繁殖し、冬季には中華人民共和国南部や日本、台湾へ南下し越冬する。日本では冬季に基亜種が主に本州中部以西、四国、九州に飛来（冬鳥）する。東日本での越冬数は少ない。広島県（西中国山地）や長崎県（対馬）では繁殖例がある。和名のミヤマは山奥ではなく「遠隔地」を指し、以前は朝鮮半島での繁殖は確認されていたものの日本での繁殖が確認されていなかった事に由来する。

## 形態
全長が約16 cm、翼開長が約21 cm。雌雄ともに頭頂の羽毛が伸長（冠羽）する。尾羽の色彩は褐色で、外側の2枚ずつに白い斑紋が入る。種小名のelagansは「優雅な」の意。オスは冠羽がより発達する。腹部は白い羽毛で覆われる。眼上部にある眉状の斑紋（眉斑）や喉は黄色で、嘴の基部から眼を通り後頭部へ続く黒い筋状の斑紋（過眼線）が入る。胸部に三角形の黒い斑紋が入る。メスは喉から胸部は淡褐色、腹部は汚白色の羽毛で覆われる。眉斑は黄褐色。キマユホオジロに似ているが、オスはキマユホオジロが眉線のみが黄色に対して、眉線と喉部が黄色。

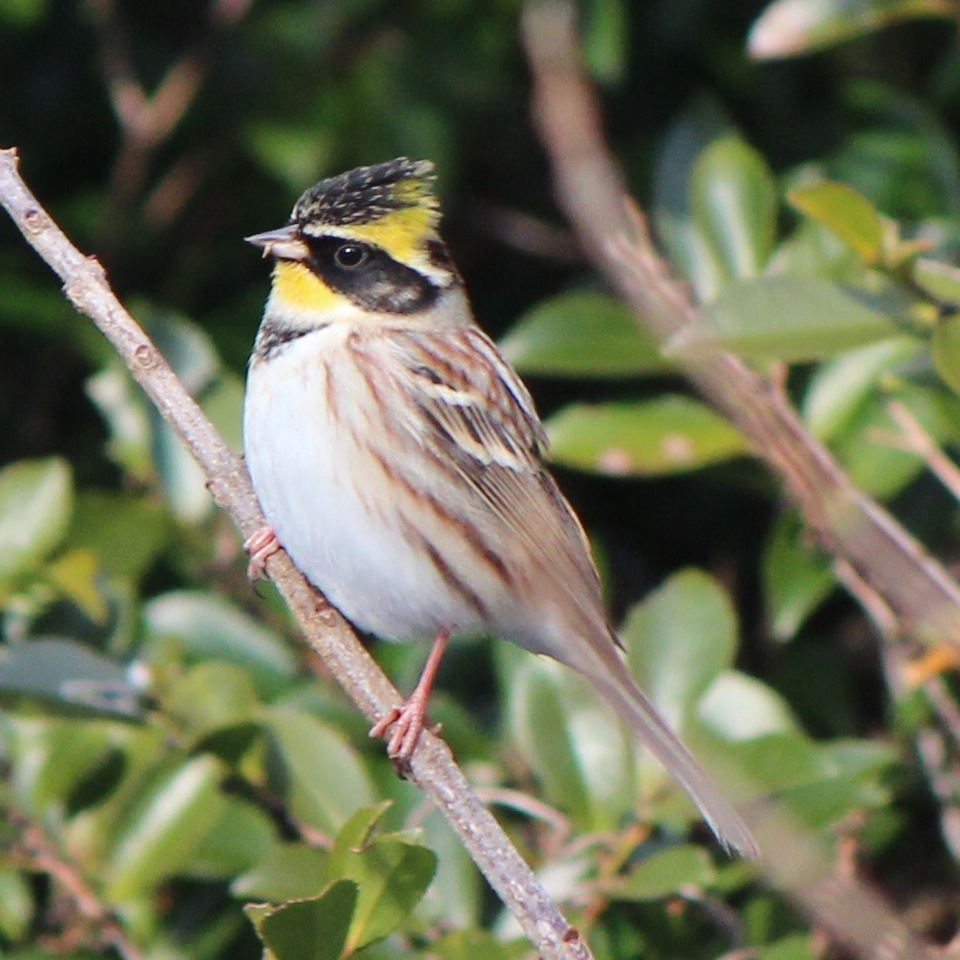
冠羽があるオス、眉斑と喉部は黄色、過眼線は黒色
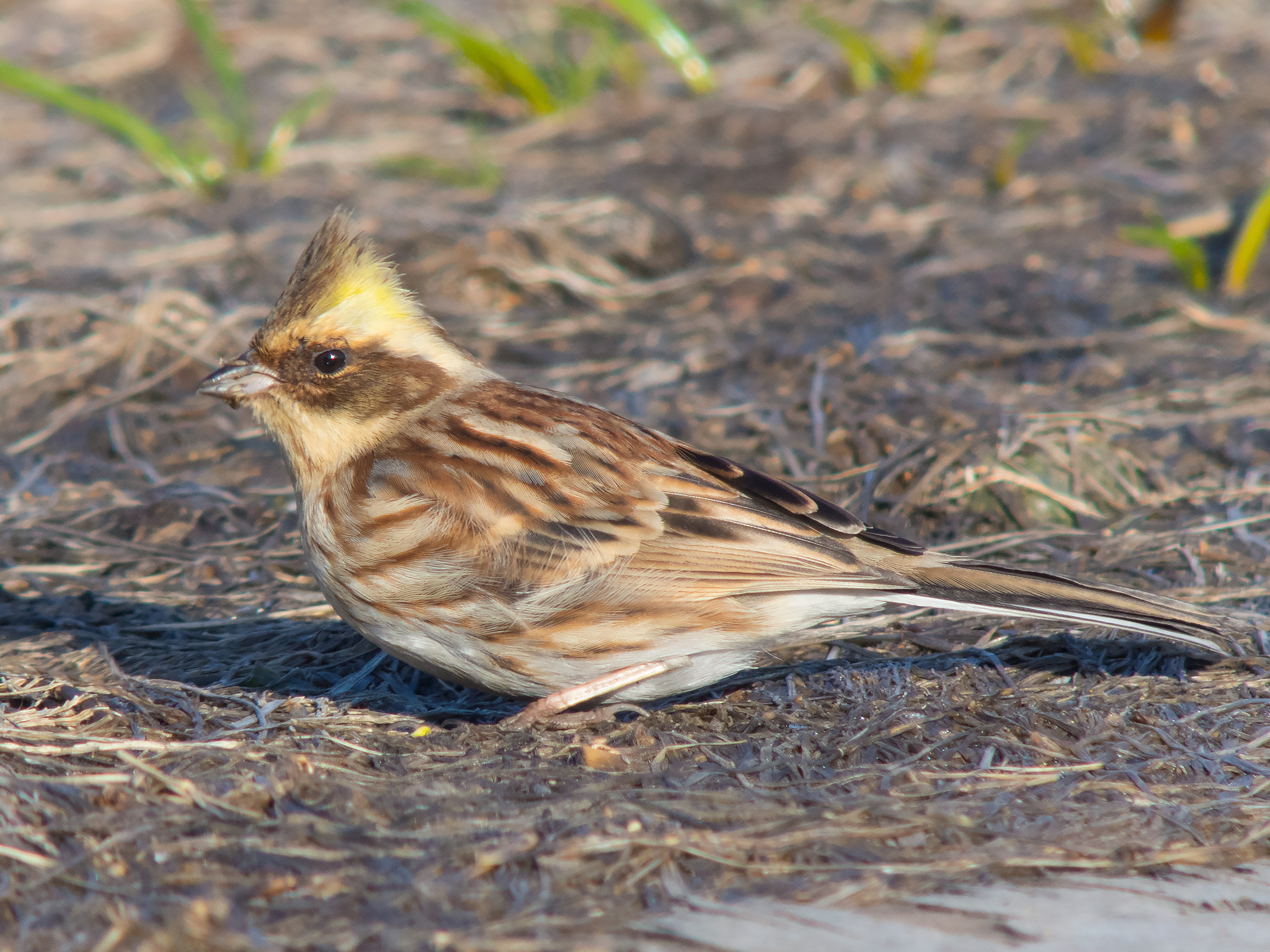
冠羽があるメス、喉から胸部は淡褐色
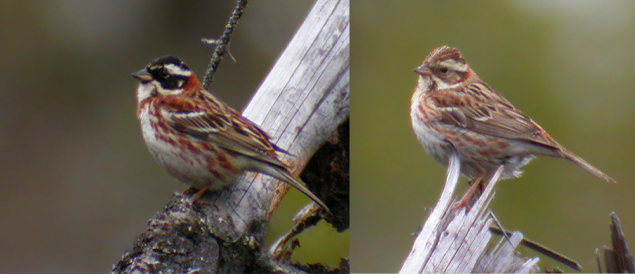
近縁種のカシラダカ（左：オス、右：メス）

## 生態
平地から丘陵にかけての開けた森林や林縁に生息する。広い草地や農耕地の中央部など開けた場所に出ることはほとんどない。公園でも見られる。冬季には小規模な群れを形成し生活し、他の同属の種（カシラダカやホオジロなど）と混群することもある。危険を感じると地表から飛翔し樹上へ逃げる。食性は植物食傾向の強い雑食で、種子、昆虫、クモ類などを食べる。地表で採食を行う。繁殖形態は卵生。草の根元にコケや獣毛を組み合わせた皿状の巣を作り、ロシアでは5-6月に4-5個の卵を産む。繁殖期にオスは「チー　チュチュリ　チュルル　チィチュリ　チチ」と早口でさえずる。飛翔は小さな波形。地鳴きの声は「チッチッ」。「和鳥四品」のひとつであった。

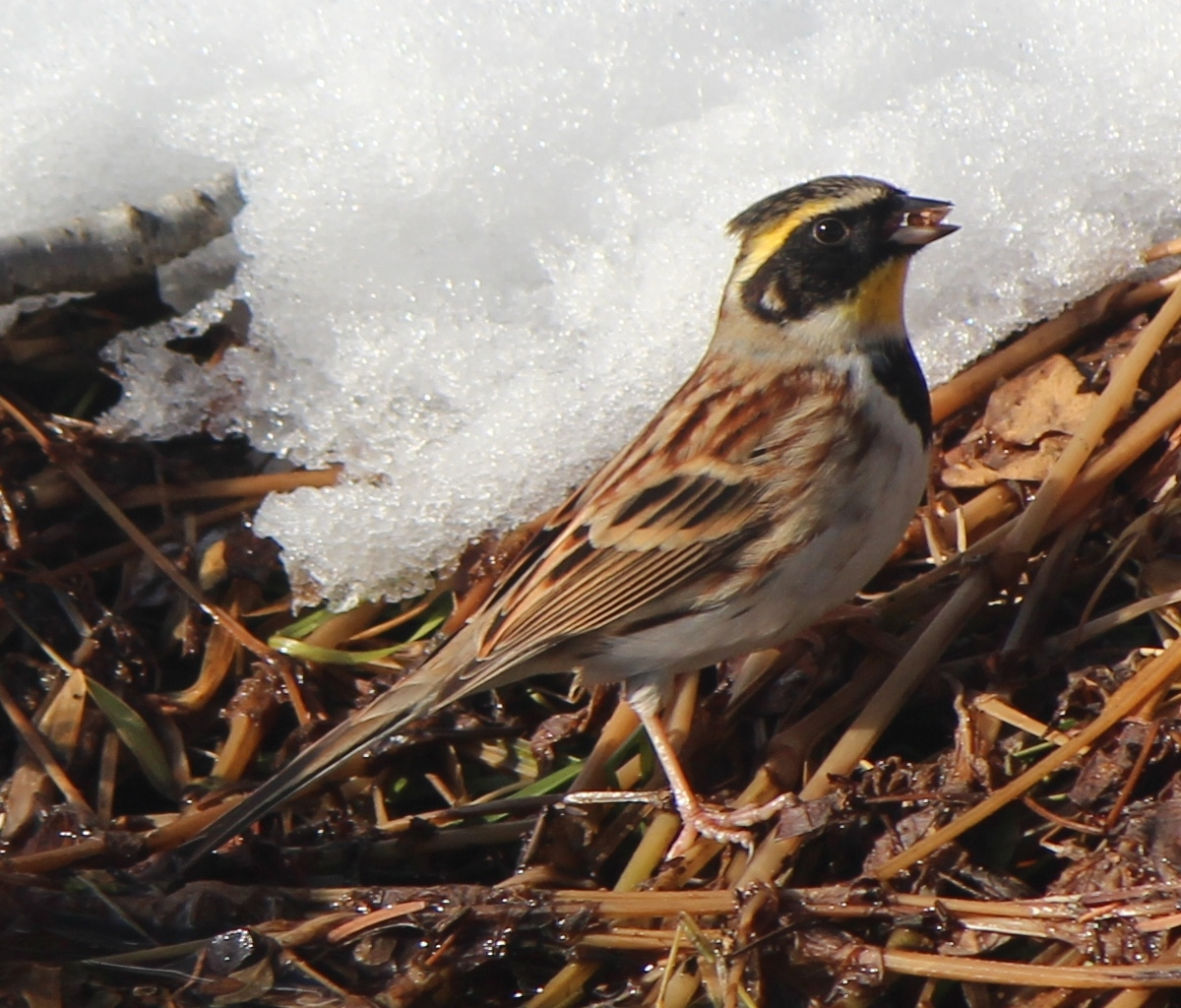
地表で種子を採食するミヤマホオジロ（オス・冬羽）
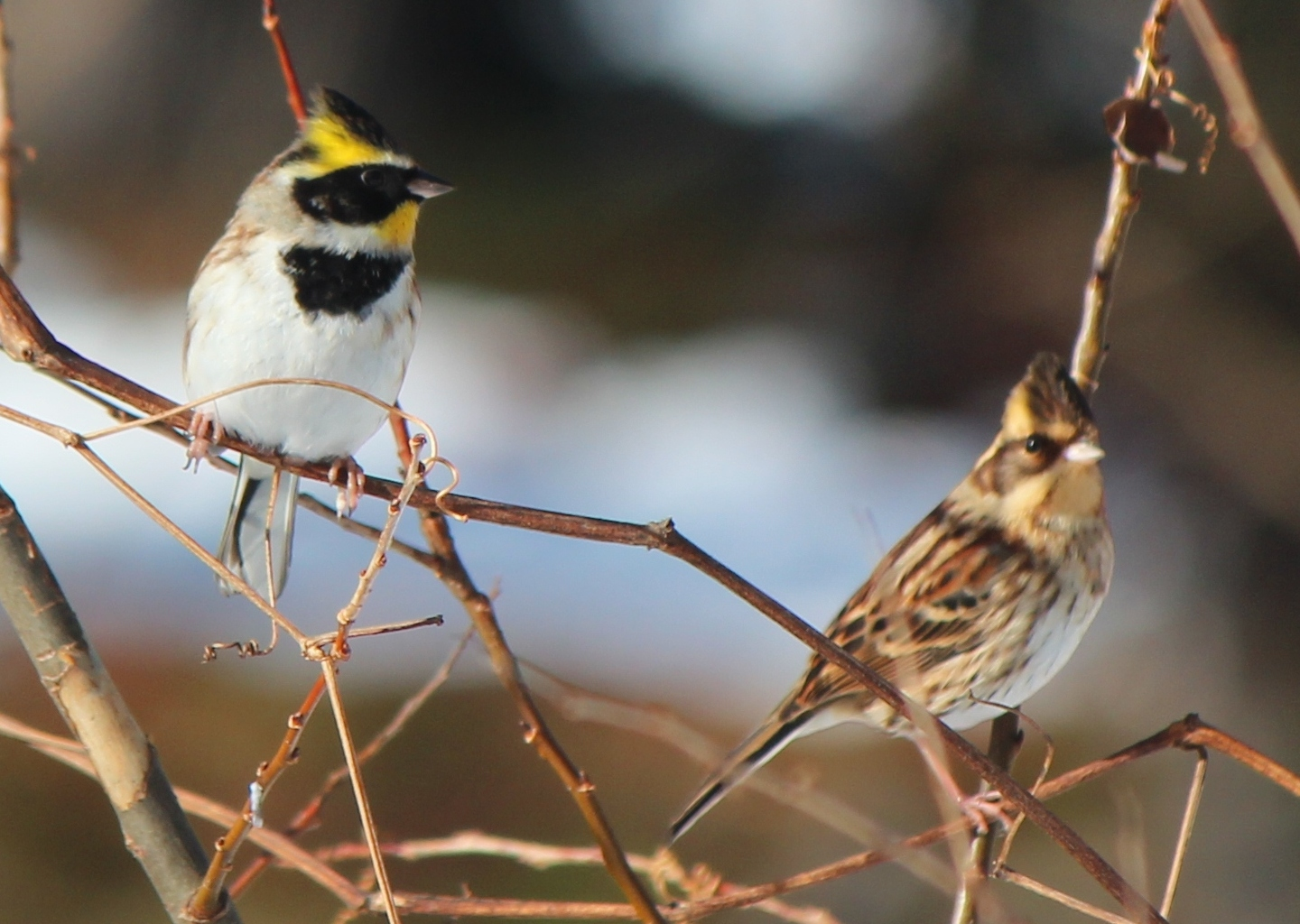
冬に小さな群れで生活する（左：オス、右：メス）

## 分類
以下の亜種に分類されている。
- Emberiza elegans elegans　Temminck, 1836 - ミヤマホオジロ、東シベリア、中国南東部、朝鮮半島、日本に分布する[9]。
- Emberiza elegans elegantula Swinhoe, 1870 - 中国中部に分布する[9]。
- (Emberiza elegans ticehursti) Sushkin , 1926[10]

## 種の保全状況評価
国際自然保護連合（IUCN）により、2004年からレッドリストの軽度懸念（LC）の指定を受けている。
日本では以下の都道府県でレッドリストの指定を受けている。
- 準絶滅危惧 - 埼玉県（県内で越冬が認められる箇所が非常に少ない。）[12]、山梨県、静岡県
- 希少種 - 滋賀県（環境省の準絶滅危惧相当）